# Eisschnelllauf-Sprintweltmeisterschaft 1981
Die 12. Eisschnelllauf-Sprintweltmeisterschaft wurde vom 21. bis 22. Februar im Anneau de vitesse in der französischen Stadt Grenoble ausgetragen.

## Wettbewerb
- 65 Sportler aus 16 Nationen nahmen am Mehrkampf teil

| Teilnehmende Nationen                          | Teilnehmende Nationen                                        | Teilnehmende Nationen               | Teilnehmende Nationen                           |
| ---------------------------------------------- | ------------------------------------------------------------ | ----------------------------------- | ----------------------------------------------- |
| Kanada Volksrepublik China Finnland Frankreich | BR Deutschland Deutsche Demokratische Republik Italien Japan | Südkorea Niederlande Norwegen Polen | Schweiz Schweden Sowjetunion Vereinigte Staaten |

### Frauen

#### Endstand
- Zeigt die zwölf erfolgreichsten Sportlerinnen der Sprint-WM

| Rang | Name                        | 1. Lauf 500 Meter | Pkt.  | 1. Lauf 1.000 Meter | Pkt.  | 2. Lauf 500 Meter | Pkt.  | 2. Lauf 1.000 Meter | Pkt.  | Gesamt- pkt. |
| ---- | --------------------------- | ----------------- | ----- | ------------------- | ----- | ----------------- | ----- | ------------------- | ----- | ------------ |
| 1    | Karin Enke                  | 42,08 (3)         | 42,08 | 1:24,84 (2)         | 42,42 | 42,10(3)          | 42,10 | 1:24,08 (1)         | 42,04 | 168,640      |
| 2    | Tetjana Tarassowa-Kowalenko | 41,89 (1)         | 41,89 | 1:24,70 (1)         | 42,35 | 42,01 (2)         | 42,01 | 1:25,07 (4)         | 42,53 | 168,785      |
| 3    | Natalja Petrusjowa          | 41,97 (2)         | 41,97 | 1:25,59 (3)         | 42,79 | 41,99 (1)         | 41,99 | 1:24,92 (3)         | 42,46 | 169,215      |
| 4    | Christa Rothenburger        | 42,08 (3)         | 42,08 | 1:26,57 (8)         | 43,28 | 42,18 (4)         | 42,18 | 1:25,85 (5)         | 42,92 | 170,470      |
| 5    | Monika Holzner-Pflug        | 42,61 (6)         | 42,61 | 1:26,07 (6)         | 43,03 | 42,69 (7)         | 42,69 | 1:24,84 (2)         | 42,42 | 170,755      |
| 6    | Liudmila Masjkovtseva       | 42,77 (8)         | 42,77 | 1:25,59 (3)         | 42,79 | 42,55 (6)         | 42,55 | 1:26,33 (6)         | 43,16 | 171,280      |
| 7    | Sheila Young-Ochowicz       | 42,62 (7)         | 42,62 | 1:27,29 (14)        | 43,64 | 42,43 (5)         | 42,43 | 1:26,58 (7)         | 43,29 | 171,985      |
| 8    | Skadi Walter                | 42,93 (10)        | 42,93 | 1:27,11 (12)        | 43,55 | 42,78 (8)         | 42,78 | 1:27,56 (12)        | 43,78 | 173,045      |
| 9    | Alie Boorsma                | 42,41 (5)         | 42,41 | 1:27,21 (13)        | 43,60 | 43,01 (9)         | 43,01 | 1:28,68 (16)        | 44,34 | 173,365      |
| 10   | Annette Carlén-Karlsson     | 43,26 (13)        | 43,26 | 1:26,70 (9)         | 43,35 | 43,37 (10)        | 43,37 | 1:27,31 (11)        | 43,65 | 173,635      |
| 11   | Seiko Hashimoto             | 43,25 (12)        | 43,25 | 1:26,99 (11)        | 43,49 | 43,46 (11)        | 43,46 | 1:28,75 (17)        | 44,37 | 174,580      |
| 12   | Erwina Rys-Ferens           | 43,81 (16)        | 43,81 | 1:26,52 (7)         | 43,26 | 43,92 (17)        | 43,92 | 1:27,30 (10)        | 43,65 | 174,640      |

#### 1. Lauf 500 Meter
| Platz | Name                            | Land                            | Zeit  | Punkte |
| ----- | ------------------------------- | ------------------------------- | ----- | ------ |
| 1     | Tetjana Tarassowa-Kowalenko     | Sowjetunion                     | 41,89 | 41,89  |
| 2     | Natalja Petrusjowa              | Sowjetunion                     | 41,97 | 41,97  |
| 3     | Karin Enke Christa Rothenburger | Deutsche Demokratische Republik | 42,08 | 42,08  |
| 5     | Alie Boorsma                    | Niederlande                     | 42,41 | 42,41  |
| 6     | Monika Holzner-Pflug            | BR Deutschland                  | 42,61 | 42,61  |
| 7     | Sheila Young-Ochowicz           | Vereinigte Staaten              | 42,62 | 42,62  |
| 8     | Liudmila Masjkovtseva           | Sowjetunion                     | 42,77 | 42,77  |
| 9     | Silvia Brunner                  | Schweiz                         | 42,82 | 42,82  |
| 10    | Skadi Walter                    | Deutsche Demokratische Republik | 42,93 | 42,93  |
|       |                                 |                                 |       |        |
| 18    | Sigrid Smuda                    | BR Deutschland                  | 43,86 | 43,86  |

#### 1. Lauf 1.000 Meter
| Platz | Name                                     | Land                            | Zeit    | Punkte |
| ----- | ---------------------------------------- | ------------------------------- | ------- | ------ |
| 1     | Tetjana Tarassowa-Kowalenko              | Sowjetunion                     | 1:24,70 | 42,35  |
| 2     | Karin Enke                               | Deutsche Demokratische Republik | 1:24,84 | 42,42  |
| 3     | Natalja Petrusjowa Liudmila Masjkovtseva | Sowjetunion                     | 1:25,59 | 42,79  |
| 5     | Irina Mikhailova                         | Sowjetunion                     | 1:25,97 | 42,98  |
| 6     | Monika Holzner-Pflug                     | BR Deutschland                  | 1:26,07 | 43,03  |
| 7     | Erwina Ryś-Ferens                        | Polen                           | 1:26,52 | 43,26  |
| 8     | Christa Rothenburger                     | Deutsche Demokratische Republik | 1:26,57 | 43,28  |
| 9     | Annette Carlén-Karlsson                  | Schweden                        | 1:26,70 | 43,35  |
| 10    | Bjørg Eva Jensen                         | Norwegen                        | 1:26,74 | 43,37  |
|       |                                          |                                 |         |        |
| 12    | Skadi Walter                             | Deutsche Demokratische Republik | 1:27,11 | 43,55  |
| 15    | Silvia Brunner                           | Schweiz                         | 1:27,51 | 43,75  |
| 23    | Sigrid Smuda                             | BR Deutschland                  | 1:29,89 | 44,94  |

#### 2. Lauf 500 Meter
| Platz | Name                        | Land                            | Zeit  | Punkte |
| ----- | --------------------------- | ------------------------------- | ----- | ------ |
| 1     | Natalja Petrusjowa          | Sowjetunion                     | 41,99 | 41,99  |
| 2     | Tetjana Tarassowa-Kowalenko | Sowjetunion                     | 42,01 | 42,01  |
| 3     | Karin Enke                  | Deutsche Demokratische Republik | 42,10 | 42,10  |
| 4     | Christa Rothenburger        | Deutsche Demokratische Republik | 42,18 | 42,18  |
| 5     | Sheila Young-Ochowicz       | Vereinigte Staaten              | 42,43 | 42,43  |
| 6     | Liudmila Masjkovtseva       | Sowjetunion                     | 42,55 | 42,55  |
| 7     | Monika Holzner-Pflug        | BR Deutschland                  | 42,69 | 42,69  |
| 8     | Skadi Walter                | Deutsche Demokratische Republik | 42,78 | 42,78  |
| 9     | Alie Boorsma                | Niederlande                     | 43,01 | 43,01  |
| 10    | Annette Carlén-Karlsson     | Schweden                        | 43,37 | 43,37  |
|       |                             |                                 |       |        |
| 12    | Silvia Brunner              | Schweiz                         | 43,59 | 43,59  |
| 14    | Sigrid Smuda                | BR Deutschland                  | 43,77 | 43,77  |

#### 2. Lauf 1.000 Meter
| Platz | Name                        | Land                            | Zeit    | Punkte |
| ----- | --------------------------- | ------------------------------- | ------- | ------ |
| 1     | Karin Enke                  | Deutsche Demokratische Republik | 1:24,08 | 42,04  |
| 2     | Monika Holzner-Pflug        | BR Deutschland                  | 1:24,84 | 42,42  |
| 3     | Natalja Petrusjowa          | Sowjetunion                     | 1:24,92 | 42,46  |
| 4     | Tetjana Tarassowa-Kowalenko | Sowjetunion                     | 1:25,07 | 42,53  |
| 5     | Christa Rothenburger        | Deutsche Demokratische Republik | 1:25,85 | 42,92  |
| 6     | Liudmila Masjkovtseva       | Sowjetunion                     | 1:26,33 | 43,16  |
| 7     | Sheila Young-Ochowicz       | Vereinigte Staaten              | 1:26,58 | 43,29  |
| 8     | Bjørg Eva Jensen            | Norwegen                        | 1:26,92 | 43,46  |
| 9     | Sarah Docter                | Vereinigte Staaten              | 1:26,97 | 43,48  |
| 10    | Erwina Ryś-Ferens           | Polen                           | 1:27,30 | 43,65  |
|       |                             |                                 |         |        |
| 12    | Skadi Walter                | Deutsche Demokratische Republik | 1:27,56 | 43,78  |
| 19    | Sigrid Smuda                | BR Deutschland                  | 1:28,94 | 44,47  |
| 21    | Silvia Brunner              | Schweiz                         | 1:29,76 | 44,88  |

### Männer

#### Endstand
- Zeigt die zwölf erfolgreichsten Sportler der Sprint-WM

| Rang | Name                 | 1. Lauf 500 Meter | Pkt.  | 1. Lauf 1.000 Meter | Pkt.  | 2. Lauf 500 Meter | Pkt.  | 2. Lauf 1.000 Meter | Pkt.  | Gesamt- pkt. |
| ---- | -------------------- | ----------------- | ----- | ------------------- | ----- | ----------------- | ----- | ------------------- | ----- | ------------ |
| 1    | Frode Rønning        | 37,88 (1)         | 37,88 | 1:17,83 (3)         | 38,91 | 38,10 (1)         | 38,10 | 1:17,61 (6)         | 38,80 | 153,700      |
| 2    | Sergei Chlebnikow    | 38,44 (2)         | 38,44 | 1:17,49 (1)         | 38,74 | 38,61 (4)         | 38,61 | 1:16,61 (2)         | 38,30 | 154,100      |
| 3    | Anatoli Medennikow   | 38,66 (5)         | 38,66 | 1:18,89 (8)         | 39,44 | 38,26 (2)         | 38,26 | 1:17,66 (7)         | 38,83 | 155,195      |
| 4    | Terje Andersen       | 39,02 (14)        | 39,02 | 1:18,22 (5)         | 39,11 | 38,8 (6)          | 38,80 | 1:16,97 (3)         | 38,48 | 155,415      |
| 5    | Wladimir Lobanow     | 38,92 (10)        | 38,92 | 1:18,38 (6)         | 39,19 | 38,98 (9)         | 38,98 | 1:17,41 (5)         | 38,70 | 155,795      |
| 6    | Akira Kuroiwa        | 38,67 (6)         | 38,67 | 1:19,09 (10)        | 39,54 | 38,74 (5)         | 38,74 | 1:18,27 (8)         | 39,13 | 156,090      |
| 7    | Hilbert van der Duim | 38,91 (9)         | 38,91 | 1:17,91 (4)         | 38,95 | 39,04 (10)        | 39,04 | 1:19,01 (15)        | 39,50 | 156,410      |
| 8    | Andreas Dietel       | 38,85 (8)         | 38,85 | 1:18,01 (9)         | 39,00 | 39,21 (12)        | 39,21 | 1:18,54 (13)        | 39,27 | 156,835      |
| 9    | Jacques Thibault     | 39,26 (18)        | 39,26 | 1:19,09 (10)        | 39,54 | 39,34 (18)        | 39,34 | 1:18,37 (9)         | 39,18 | 157,330      |
| 10   | Johan Granath        | 39,6 (23)         | 39,60 | 1:19,37 (12)        | 39,68 | 39,26 (15)        | 39,26 | 1:18,38 (10)        | 39,19 | 157,735      |
| 10   | Ivar Sletsjøe        | 39,10(16)         | 39,10 | 1:20,30 (17)        | 40,15 | 39,25 (14)        | 39,25 | 1:18,47 (11)        | 39,23 | 157,735      |
| 12   | Jukka Salmela        | 39,15 (17)        | 39,15 | 1:20,19 (15)        | 40,09 | 38,92 (7)         | 38,92 | 1:19,36 (17)        | 39,68 | 157,845      |

#### 1. Lauf 500 Meter
| Platz | Name                 | Land                            | Zeit  | Punkte |
| ----- | -------------------- | ------------------------------- | ----- | ------ |
| 1     | Frode Rønning        | Norwegen                        | 37,88 | 37,88  |
| 2     | Sergei Chlebnikow    | Sowjetunion                     | 38,44 | 38,44  |
| 3     | Lieuwe de Boer       | Niederlande                     | 38,57 | 38,57  |
| 4     | Gaétan Boucher       | Kanada                          | 38,60 | 38,60  |
| 5     | Anatoli Medennikow   | Sowjetunion                     | 38,66 | 38,66  |
| 6     | Akira Kuroiwa        | Japan                           | 38,67 | 38,67  |
| 7     | Steffen Doering      | Deutsche Demokratische Republik | 39,75 | 39,75  |
| 8     | Andreas Dietel       | Deutsche Demokratische Republik | 38,85 | 38,85  |
| 9     | Hilbert van der Duim | Niederlande                     | 38,91 | 38,91  |
| 10    | Wladimir Lobanow     | Sowjetunion                     | 38,92 | 38,92  |
|       |                      |                                 |       |        |
| 26    | Paul Ederer          | BR Deutschland                  | 39,74 | 39,74  |
| 27    | Hubert Hirschbichler | BR Deutschland                  | 39,81 | 39,81  |

#### 1. Lauf 1.000 Meter
| Platz | Name                 | Land                            | Zeit    | Punkte |
| ----- | -------------------- | ------------------------------- | ------- | ------ |
| 1     | Sergei Chlebnikow    | Sowjetunion                     | 1:17,49 | 38,74  |
| 2     | Gaétan Boucher       | Kanada                          | 1:17,77 | 38,88  |
| 3     | Frode Rønning        | Norwegen                        | 1:17,83 | 38,91  |
| 4     | Hilbert van der Duim | Niederlande                     | 1:17,91 | 38,95  |
| 5     | Terje Andersen       | Norwegen                        | 1:18,22 | 39,11  |
| 6     | Wladimir Lobanow     | Sowjetunion                     | 1:18,38 | 39,19  |
| 7     | Jan-Åke Carlberg     | Schweden                        | 1:18,75 | 39,37  |
| 8     | Anatoli Medennikow   | Sowjetunion                     | 1:18,89 | 39,44  |
| 9     | Andreas Dietel       | Deutsche Demokratische Republik | 1:18,01 | 39,00  |
| 10    | Akira Kuroiwa        | Japan                           | 1:19,09 | 39,54  |
|       |                      |                                 |         |        |
| 13    | Steffen Doering      | Deutsche Demokratische Republik | 1:19,88 | 39,94  |
| 22    | Hubert Hirschbichler | BR Deutschland                  | 1:20,95 | 40,47  |
| 25    | Paul Ederer          | BR Deutschland                  | 1:21,40 | 40,70  |

#### 2. Lauf 500 Meter
| Platz | Name                 | Land                            | Zeit  | Punkte |
| ----- | -------------------- | ------------------------------- | ----- | ------ |
| 1     | Frode Rønning        | Norwegen                        | 38,10 | 38,10  |
| 2     | Anatoli Medennikow   | Sowjetunion                     | 38,26 | 38,26  |
| 3     | Steffen Doering      | Deutsche Demokratische Republik | 38,55 | 38,55  |
| 4     | Sergei Chlebnikow    | Sowjetunion                     | 38,61 | 38,61  |
| 5     | Akira Kuroiwa        | Japan                           | 38,74 | 38,74  |
| 6     | Terje Andersen       | Norwegen                        | 38,80 | 38,80  |
| 7     | Jukka Salmela        | Finnland                        | 38,92 | 38,92  |
| 8     | Jan Józwik           | Polen                           | 38,97 | 38,97  |
| 9     | Wladimir Lobanow     | Sowjetunion                     | 38,98 | 38,98  |
| 10    | Hilbert van der Duim | Niederlande                     | 39,04 | 39,04  |
|       |                      |                                 |       |        |
| 12    | Andreas Dietel       | Deutsche Demokratische Republik | 39,21 | 39,21  |

#### 2. Lauf 1.000 Meter
| Platz | Name                 | Land                            | Zeit    | Punkte |
| ----- | -------------------- | ------------------------------- | ------- | ------ |
| 1     | Gaétan Boucher       | Kanada                          | 1:16,00 | 38,00  |
| 2     | Sergei Chlebnikow    | Sowjetunion                     | 1:16,61 | 38,30  |
| 3     | Terje Andersen       | Norwegen                        | 1:16,97 | 38,48  |
| 4     | Jan-Åke Carlberg     | Schweden                        | 1:17,35 | 38,67  |
| 5     | Wladimir Lobanow     | Sowjetunion                     | 1:17,41 | 38,70  |
| 6     | Frode Rønning        | Norwegen                        | 1:17,61 | 38,80  |
| 7     | Anatoli Medennikow   | Sowjetunion                     | 1:17,66 | 38,83  |
| 8     | Akira Kuroiwa        | Japan                           | 1:18,27 | 39,13  |
| 9     | Jacques Thibault     | Kanada                          | 1:18,37 | 39,18  |
| 10    | Johan Granath        | Schweden                        | 1:18,38 | 39,19  |
|       |                      |                                 |         |        |
| 13    | Andreas Dietel       | Deutsche Demokratische Republik | 1:18,54 | 39,27  |
| 21    | Hubert Hirschbichler | BR Deutschland                  | 1:19,76 | 39,88  |
| 29    | Paul Ederer          | BR Deutschland                  | 1:21,32 | 40,66  |
| 30    | Steffen Doering      | Deutsche Demokratische Republik | 1:22,11 | 41,05  |